# Депп проти Герд
Джон Крістофер Депп II проти Ембер Лора Герд (CL-2019-2911) — це поточний судовий процес про дифамацію в окрузі Ферфакс, штат Вірджинія, який розпочався 11 квітня 2022 року. Позивач Джонні Депп вимагає відшкодування збитків у розмірі $50 мільйонів від відповідачки Ембер Герд, яка пред'являє зустрічний позов на $100 мільйонів. Сторони судового процесу — кіноактори, які розпочали відносини у 2012 році та були одружені з 2015 по 2017 рік. В лютому 2019, після звинувачень Герд у насильстві з боку її чоловіка, Депп подав до суду на свою колишню дружину через написану нею статтю, яка була опублікована The Washington Post у грудні 2018. Після того як Депп програв позов про наклеп проти News Group Newspapers, він заявив, що стаття Герд завдала йому значних фінансових збитків, а також ускладнила розвиток його подальшої акторської кар'єри. У статті Герд описала, як сама «потерпала від домашнього насильства» і «переконалася, що юридичні установи стають на захист чоловіків».

## Реакція
Судовий процес привернув увагу не тільки прихильників Деппа та Герд, але й населення загалом. Кожне нове засідання транслюється в прямому ефірі. Деякі репортери відзначають, що розділ коментарів більше схожий на той, що можна побачити під час стримів у Twitch або VMA, а не на каналі новин. В чаті трансляції користувачі висловлювали власну думку щодо справи або виступали проти інших. Окремі фрагменти судового процесу стали мемами, а також джерелом для створення відеороликів з реакціями, кілька таких відеороликів стали вірусними у мережі. Журналістка із The Guardian Амелія Тейт нарекла цю справу «TikTok судом» і заявила, що в соціальних мережах ця справа стала «джерелом комедії». Амелію охоче підтримали її колеги з інших медіа. Декілька ЗМІ відзначили, що ті, хто публікує інформацію про судовий процес у соцмережах переважно підтримують Деппа. За словами Санні Хундал з The Independent, на більшості цих зображень і відео Депп «усміхнений, щасливий або кумедний», у той час, як «Герд завжди сердита або плаче». Відеозапис неодноразових заперечень адвоката Герд проти показань Деппа станом на 29 квітня 2022 року зібрав 30 мільйонів переглядів у TikTok і 15 мільйонів переглядів на YouTube. В інших вірусних роликах TikTok користувачі копіюють поведінку Герд або роблять «збуджений вираз обличчя» з приводу її показань про сексуальне насильство. В соціальних мережах також були поширені кілька хибних заяв про Герд. Зокрема твердження про те, що Герд «грала» під час своїх показань, видаючи цитати з фільмів за власні думки. Припущення про те, що вона вживала кокаїн під час дачі показань або що вона копіювала одяг і стиль Деппа.
BuzzFeed News повідомили, що в період з 25 по 29 квітня 2022 року у Facebook було завантажено 1667 повідомлень з використанням хештегу #JusticeForJohnnyDepp, із загальною кількістю операцій (лайків, репостів) у понад 7 мільйонів. Тим часом повідомлень на підтримку Герд було всього 16 з 10 415 операціями. Поза тим, станом на 29 квітня Tik Tok відео з тегом #JusticeForAmberHeard набрали понад 21 мільйон переглядів, у той час, як відео з тегом #JusticeForJohnnyDepp набрали понад 5 мільярдів переглядів.
Також до обговорень судового процесу у соціальних мережах долучились комерційні організації. Під час вступного слова одна з адвокатів Герд представила як доказ коректор для макіяжу, заявивши: «Це те, що Ембер завжди носила у своїй сумочці протягом стосунків із Джонні Деппом. Це те, що вона використовувала. Вона дуже добре в цьому розбиралася», тримаючи в руках палітру набору Milani Cosmetics Conceal + Perfect All-in-One . Після цієї заяви представники бренду Milani Cosmetics розмістили відеоролик у TikTok, в якому можна побачити доказ того, що цей коректор був випущений у 2017 році, коли Депп і Герд вже розлучилися, тому акторка не могла ним скористатися. Продавці інтернет-магазинів, таких як Redbubble та Etsy, почали продавати товари, присвячені судовому процесу, наприклад, футболки та горнятка з написом «Справедливість для Джонні» .
У травні 2022 року Discovery+ знову об’єднався з Optomen TV, щоб створити продовження «Джонні проти Ембер», двосерійного документального фільму, який досліджує судовий процес щодо наклепу на Джонні Деппа у Високому суді Великобританії з вибухонебезпечними доказами, інтимним особистим архівом і в — глибинні інтерв'ю з обома командами юристів. Після успіху цього документального фільму продовження буде зосереджено на недавній і дуже резонансній судовій битві між Джонні Деппом і Ембер Герд.